# ولکینر، کرلا
ولکینر، کرلا (به انگلیسی: Vellakinar, Kerala) یک زیستگاه انسانی در هند است که در بخش الاپوژا واقع شده‌است.